# Avalot dels pobres
L'avalot dels pobres fou una revolta que tingué lloc a Valls l'agost de 1694.
Els revoltats reclamaven la participació d'eclesiàstics i nobles, que gaudien d'exempció, en el pagament de les càrregues militars, car la nombrosa presència de la cavalleria a Catalunya a part de defensar contra els francesos servia per controlar als catalans i els allotjaments i càrregues militars van provocar una forta crisi econòmica. L'avalot, que es va estendre a Solivella no va tenir cap component polític.